# Kino „Kosmos” w Lublinie
Kino „Kosmos” – nieistniejący budynek kinowy w Lublinie przy ul. Stanisława Leszczyńskiego 60. Przez lata był to największy budynek kinowy na Lubelszczyźnie, dysponujący nowoczesną aparaturą. Pozostałością po nim jest neon wyeksponowany na elewacji hali „Galerii Labirynt”.

## Historia budynku Kina Kosmos

### Kino w okresie PRL
Pod koniec lat 50. rozpoczęto budowę kina „Kosmos”, które miało stać się wizytówką Lublina. Architektonicznie wyróżniał się przestrzenią wnętrza z szerokimi schodami i przestronnym holem głównym. Budynek został zaprojektowany przez dwóch warszawskich architektów Dutkiewicza i J. Korzeniowskiego, a budowę kompleksu ukończono dopiero na początku lat 60 ze względów na problemy finansowe i organizacyjno-techniczne miasta. Uroczyste otwarcie miało się odbyć 1 października 1961, kiedy to lubelska publiczność miała obejrzeć film Ogniomistrz Kaleń. Niestety projekcja nie doszła do skutku, ze względu na to, że jak donosił „Kurier Lubelski”: na uroczystej sesji Miejskiej Rady Narodowej nie można było wyświetlać filmu, ponieważ woda zamiast chłodzić projektory, uciekała przez sufit, a kurtyna w żaden sposób nie chciała odsłonić znajdujących się za nią wykonawców części artystycznej. Przez dwie doby, dzień i noc, naprawiano urządzenie. Pierwsze filmy, które wyświetlano już po otwarciu „Kosmosu” to Pamiętnik Anny Frank i Garsoniera Billy Wildera.
W latach 70 „Kosmos” był kinem dość nowoczesnym. Posiadał w tym okresie najlepszą aparaturę (kino jako jedno z nielicznych w kraju posiadało ekran panoramiczny i aparaturę zdolną do projekcji filmowych na taśmie 70 milimetrów z zapisem dźwięku na sześciu ścieżkach, a także było jednym z pierwszych wyposażonych w dźwięk Dolby Digital) i największą liczbę miejsc siedzących (800 foteli). Dzięki wykwalifikowanej kadrze pracowniczej niektóre kultowe filmy wyświetlano tam częściej niż w innych kinach, np. film Krzyżacy 1200 razy, czyli trzykrotnie więcej niż przeciętna trwałość taśmy.

### Lata 1989–2009
Kino pod koniec lat 80 i na początku 90 traciło na jakości i wizerunku. Ratunkiem podupadającego kina zajęła się warszawska korporacja Instytucja Filmowa MAX-FILM S.A., która w swoim zamyśle miała unowocześnić kino pod względem aparatury i wizerunku estetycznego budynku oraz stworzyć kilka nowych sal kinowych.
Ostatnie największe frekwencje w kinie zanotowano na filmie Ogniem i mieczem reż. Jerzego Hoffmana. Ostatni seans odbył się 1 marca 2009, kończąc tym samym funkcjonowanie kina w budynku.

### Lata 2009–2012 i rozbiórka budynku
Po trzech latach próby wynajęcia oraz sprzedaży kina, ostatecznie budynek został przeznaczony do rozbiórki. Ostatnim właścicielem budynku (od 1 stycznia 2012) została Spółka Deweloperska „Centrum Zana”, która kupiła budynek pod zabudowę usługową, dokonując rozbiórki budynku. Od 26 kwietnia 2012 budynek kina „Kosmos” zniknął z map Lublina. Na miejscu kina powstał nowy budynek „Centrum Park” z biurami i apartamentami z widokiem na Ogród Saski.
Na prośbę mieszkańców i interwencji radnych miejskich właściciel przekazał neon z napisem „KOSMOS”, wiszący na budynku kina, władzom miasta. Neon został odrestaurowany dzięki inicjatywie Europejskiej Fundacji Kultury Miejskiej i wyeksponowany na elewacji budynku od strony ulicy Poniatowskiego w byłej hali „Warsztatów Kultury”, a obecnej „Galerii Labirynt” przy ul. Popiełuszki 5. Publiczne otwarcie zrekonstruowanego neonu odbyło się 8 czerwca 2013 o godzinie 21:00 podczas Lubelskiej Nocy Kultury. Władze miasta Lublina planują stworzyć Muzeum Przemysłu, do którego neon miałby ewentualnie zostać przeniesiony.